# كيسي هامبتون
كيسي هامبتون (بالإنجليزية: Casey Hampton) هو لاعب كرة قدم أمريكية أمريكي، ولد في 3 سبتمبر 1977 في غالفستون في الولايات المتحدة.

## وصلات خارجية
- كيسي هامبتون على موقع مرجع كرة القدم المحترفة.كوم (الإنجليزية)